# Oliver Strachey

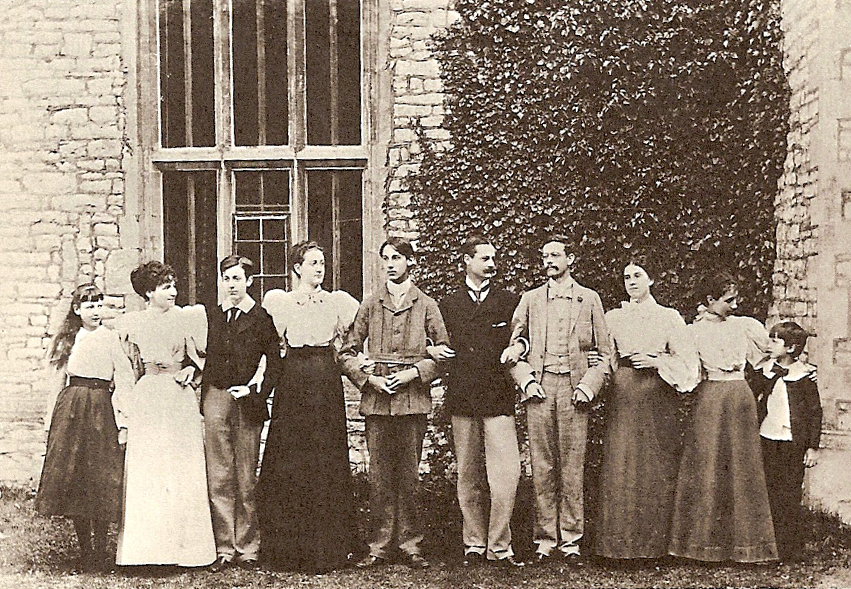
Oliver Strachey (fünfter von links) mit seinen neun Geschwistern

Oliver Strachey CBE (* 3. November 1874 in London; † 14. Mai 1960 ebenda) war ein britischer Kryptoanalytiker. Während des Zweiten Weltkrieges trug er in der Government Code and Cypher School (G.C. & C.S.) (deutsch etwa: „Staatliche Code- und Chiffrenschule“) im englischen Bletchley Park (B.P.) wesentlich zum Bruch der deutschen Rotor-Schlüsselmaschine Enigma sowie zur Entzifferung japanischer Verschlüsselungen bei.
Er leitete in B.P. eine spezielle Gruppe namens ISOS, was im dortigen Jargon und mit damals typischem Humor stand für Illicit Services Oliver Strachey (deutsch „Unerlaubte Dienste Oliver Strachey“) und subtil auf die „unbefugten“ Entzifferungstätigkeiten hindeutete.

## Leben
Oliver war ein Sohn von General Sir Richard Strachey (1817–1908) und seiner zweiten Frau, Lady Jane Strachey (1840–1928). Er war eines von dreizehn Kindern seiner Eltern, von denen zehn das Erwachsenenalter erreichten. Er genoss eine Schulausbildung am Eton College und danach am Balliol College in Oxford. Aus seiner ersten Ehe, die er im Jahr 1900 mit Ruby Julia Mayer einging, stammt seine erste Tochter, Julia Strachey. Nach ihrer Scheidung heiratete er 1911 in zweiter Ehe Rachel Conn „Ray“ Costelloe (1887–1940). Aus ihrer Verbindung gingen zwei Kinder hervor, Christopher und Barbara. Christopher Strachey (1916–1975) wurde ein berühmter Informatiker und einer der Begründer der denotationellen Semantik und ein Pionier im Entwurf von Programmiersprachen.
Während des Ersten Weltkriegs arbeitete Oliver Strachey für den MI1, dem militärischen Nachrichtendienst des britischen Verteidigungsministeriums, zu dessen Aufgaben auch die Entzifferung fremder Verschlüsselungen gehörte. Nach dem Krieg ging er zur G.C. & C.S., wo er im September 1934 zusammen mit seinem Kollegen Hugh Foss die Verschlüsselung des japanischen Marineattachés brach. Auch während des Zweiten Weltkriegs blieb er in Bletchley Park und leitete dort „seine ISOS-Gruppe“. Diese befasste sich speziell mit deutschen Agentenverschlüsselungen, insbesondere die der Abwehr (deutscher militärischer Geheimdienst), sowie der erfolgreich praktizierten Methode, deutsche Agenten „umzudrehen“ und im Rahmen des Systems Double Cross (deutsch: „Doppelkreuz“) als Doppelagenten einzusetzen.
Im Jahr 1942 wurde Denys Page sein Nachfolger in B.P., nachdem Strachey im Dezember 1941 nach Ottawa in Kanada geschickt worden war, wo er Chef-Kryptologe der sogenannten Examination Unit (deutsch: Untersuchungseinheit) wurde. Dabei handelte es sich um eine bewusst unauffällig gewählte Tarnbezeichnung der hochgeheimen kanadischen Chiffrierstelle, dem Pendant zum britischen B.P. Sein Vorgänger dort war der bekannte US-amerikanische Kryptologe Herbert Yardley, Autor des im Jahr 1931 weltweit aufsehenerregenden Bestsellers The American Black Chamber (deutsch: Die amerikanische Schwarze Kammer). Auf US-amerikanischen Druck wurde die Anstellung Yardleys in Ottawa nicht verlängert und Strachey übernahm dort für kurze Zeit seine Nachfolge. Im September des Jahres 1942 kehrte er jedoch wieder nach B.P. zurück.
Oliver Strachey starb 1960 im Alter von 85 Jahren in seiner Geburtsstadt im Londoner Stadtteil Ealing.